# Dmitri Jewgenjewitsch Tarassow
Dmitri Jewgenjewitsch Tarassow (russisch Дмитрий Евгеньевич Тарасов; * 13. Februar 1979 in Chabarowsk, Russische SFSR; † 14. Juni 2023 ebenda) war ein russischer Eishockeyspieler, der zuletzt bei Amur Chabarowsk in der Kontinentalen Hockey-Liga unter Vertrag stand.

## Karriere
Dmitri Tarassow begann seine Karriere als Eishockeyspieler bei Amur Chabarowsk, für dessen Profimannschaft er von 1998 bis 2006 aktiv war. Nachdem er zunächst sechs Jahre lang mit Amur in der Superliga gespielt hatte, lief er nach dem Abstieg in der Saison 2003/04 zwei Jahre lang für seinen Heimatverein in der Wysschaja Liga, der zweiten russischen Spielklasse, auf. In der Saison 2005/06 gelang ihm dabei mit Amur der Wiederaufstieg in die Superliga. Nach dem Aufstieg blieb der Flügelspieler jedoch nicht in Chabarowsk, sondern stand in den folgenden beiden Jahren für Salawat Julajew Ufa in der Superliga auf dem Eis, mit dem er in der Saison 2007/08 Russischer Meister wurde.
Zur Saison 2008/09 unterschrieb Tarassow einen Vertrag beim HK Dynamo Moskau aus der neu gegründeten Kontinentalen Hockey-Liga, verließ den Klub jedoch nach nur zehn Spielen wieder und wechselte innerhalb der KHL zum Stadtnachbarn HK Spartak Moskau. In den Spielzeiten 2009/10 und 2010/11 spielte der Russe für den KHL-Klub HK Sibir Nowosibirsk, ehe er im Juni 2011 von Amur Chabarowsk verpflichtet wurde. Dort wurde er zum Mannschaftskapitän ernannt und führte die Mannschaft bis zum Frühjahr 2016, als er nach einem Zusammenstoß ein Schädel-Hirn-Trauma erlitt. Seither war Tarassow vereinslos.

## Erfolge und Auszeichnungen
- 2006 Aufstieg in die Superliga mit Amur Chabarowsk
- 2008 Russischer Meister mit Salawat Julajew Ufa

## Statistik
(Stand: Ende der Saison 2015/16)